# 圣瑞斯特 (安省)
圣瑞斯特（法語：Saint-Just，法語發音：[sɛ̃ ʒy(st)]）是法国安省的一个市镇，属于布雷斯地区布尔格区。

## 地理
圣瑞斯特（46°11'25"N, 5°16'48"E）面积3.38 平方千米，位于法国奥弗涅-罗讷-阿尔卑斯大区安省，该省份为法国东部省份，北起汝拉省，西北接索恩-卢瓦尔省，西接罗讷省和里昂大都会，南至伊泽尔省，东与萨瓦省、上萨瓦省和瑞士接壤。
与圣瑞斯特接壤的市镇（或旧市镇、城区）包括：布雷斯地区布尔格、塞泽里亚、雅瑟龙、蒙塔尼亚。

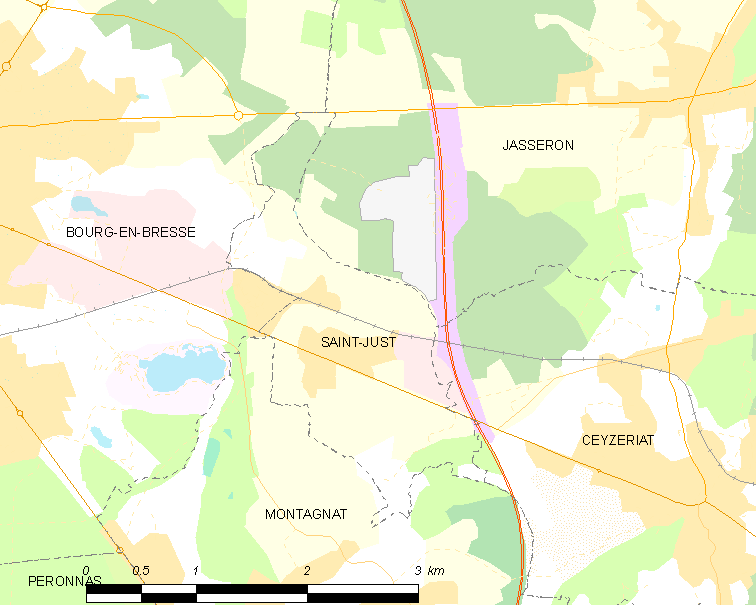
的OSM定位图

圣瑞斯特的时区为UTC+01:00、UTC+02:00（夏令时）。

## 行政
圣瑞斯特的邮政编码为01250，INSEE市镇编码为01369。

## 政治
圣瑞斯特所属的省级选区为塞泽里亚县。

## 人口

1962-2008年间人口变化图示

圣瑞斯特于2022年1月1日时的人口数量为953人。